# Ctenus celebensis
Ctenus celebensis este o specie de păianjeni din genul Ctenus, familia Ctenidae, descrisă de Pocock, 1897.
Este endemică în Sulawesi. Conform Catalogue of Life specia Ctenus celebensis nu are subspecii cunoscute.